# SST Records
SST Records ist ein US-amerikanisches Underground-Musiklabel.

## Geschichte
SST steht für Solid State Transformers und war anfangs ein kleiner Elektroteile-Versand, den Greg Ginn, Gitarrist der Punkband Black Flag, als Funkamateur betrieb. Als er um 1978 nach einer Möglichkeit suchte, eine Platte von Black Flag zu veröffentlichen, startete er mit Chuck Dukowski, der zu dieser Zeit als Bassist bei Black Flag einstieg, SST Records.
Im Laufe der 1980er Jahre entwickelte sich das Musiklabel zu einem der führenden Indie-Labels der Vereinigten Staaten und veröffentlichte Platten zahlreicher Bands, wie Hüsker Dü, Sonic Youth, Meat Puppets, Firehose und Minutemen.
SST leistete dem Trend des Alternative Rocks mit Bands wie Dinosaur Jr. oder Soundgarden Vorschub. Waren es am Anfang vor allem Punkbands, erweiterte sich das Spektrum bald auch auf andere Genres, wie Jazz, Metal oder Reggae. Zum Bereich Jazz gehört zum Beispiel der New Yorker Avantgarde-Musiker Elliott Sharp, der ab den 1980ern einige Aufnahmen auf SST veröffentlichte. Mit Saint Vitus debütierte 1984 eine zentrale Gruppe des Doom Metal über SST. Die Band veröffentlichte mit Born Too Late 1986 ein für Metal und Alternative einflussreiches und wegweisendes Album über das Label.
Der Schwerpunkt lag jedoch im Bereich Gitarrenrock. Im Laufe der Zeit bildeten sich die Ableger Alliance, Issues Records und Cruz Records, die vor allem Nebenprojekte, Spoken-Word-Aufnahmen und Nachfolgebands von SST-Musikern herausbrachten. Seit den 1990er Jahren veröffentlichte das Label hauptsächlich Musik sämtlicher Formationen um und mit Begründer Greg Ginn.
1991 ging SST wegen einer Urheberrechtsklage des Majorlabels Island Records bankrott. Die SST-Band Negativland veröffentlichte damals einen Song namens U2 und verwendete dafür Samples aus U2s I Still Haven’t Found what I’m Looking For. Zudem wurde der Name U2 groß auf dem Cover platziert. Wegen Verwechslungsgefahr und Missachtung der Urheberrechte wurde in Einverständnis mit Bono Vox und seiner Band die Klage vorgebracht. Mehr als 70.000 US-Dollar Schadenersatz wurden gefordert, weshalb SST bankrottging.